# Annibale de Gasparis
Annibale de Gasparis (Bugnara, 9 novembre 1819 – Napoli, 21 marzo 1892) è stato un astronomo, matematico e politico italiano, direttore dell'Osservatorio astronomico di Capodimonte.

## Biografia
Annibale de Gasparis nacque a Bugnara, nei pressi di Sulmona, nel novembre del 1819. Frequentò le scuole elementari, ospite degli zii paterni, a Tocco da Casauria, paese d'origine della famiglia. Proseguì successivamente gli studi presso i seminari di Sulmona e Chieti. Dopo aver frequentato un anno della Scuola di Ponti e Strade a Napoli, lasciò gli studi di ingegneria per dedicarsi all'astronomia nel 1839, cominciando a frequentare l'Osservatorio astronomico di Capodimonte, diretto da Ernesto Capocci di Belmonte, divenendone alunno nel 1841.
La determinazione dell'orbita dell'asteroide Vesta gli valse nel 1846 la laurea honoris causa in matematica da parte dell'Università di Napoli. Nel 1847, utilizzando il telescopio equatoriale di Reichenbach con un obiettivo di 8,3 cm, de Gasparis aveva iniziato a registrare meticolosamente le stelle fino alla quattordicesima magnitudine presenti in una fascia centrata sull'eclittica e ampia circa 2°, con l'obiettivo di individuare nuovi asteroidi. La sua ricerca ebbe successo e lo portò il 12 aprile 1849 a scoprire Igea, uno dei principali asteroidi della fascia principale del sistema solare
De Gasparis invitò Ernesto Capocci ad assegnare un nome all'asteroide, come ringraziamento per i suoi incoraggiamenti. Insieme proposero Igea Borbonica, dal nome di Igea, la dea greca della salute, figlia di Asclepio, con l'aggettivo che intendeva ringraziare i Borbone di Napoli per aver fornito gli strumenti di studio e, magari, far perdonare al re Ferdinando II la loro - come di altri ricercatori dell'osservatorio - partecipazione ai moti liberali del 1848. De Gasparis, infatti, ebbe sorte diversa da quella di alcuni colleghi, che furono in vario modo allontanati nel 1850. Rifiutò, tuttavia, di assumere la direzione dell'osservatorio al posto di Ernesto Capocci.
De Gasparis proseguì le sue ricerche e tra il 1850 e il 1853 individuò altri 7 asteroidi (uno dei quali, Irene, risultò essere stato scoperto quattro giorni prima da John Russell Hind, cui fu attribuita ufficialmente la paternità della scoperta) ed altri 2 negli anni sessanta del secolo.

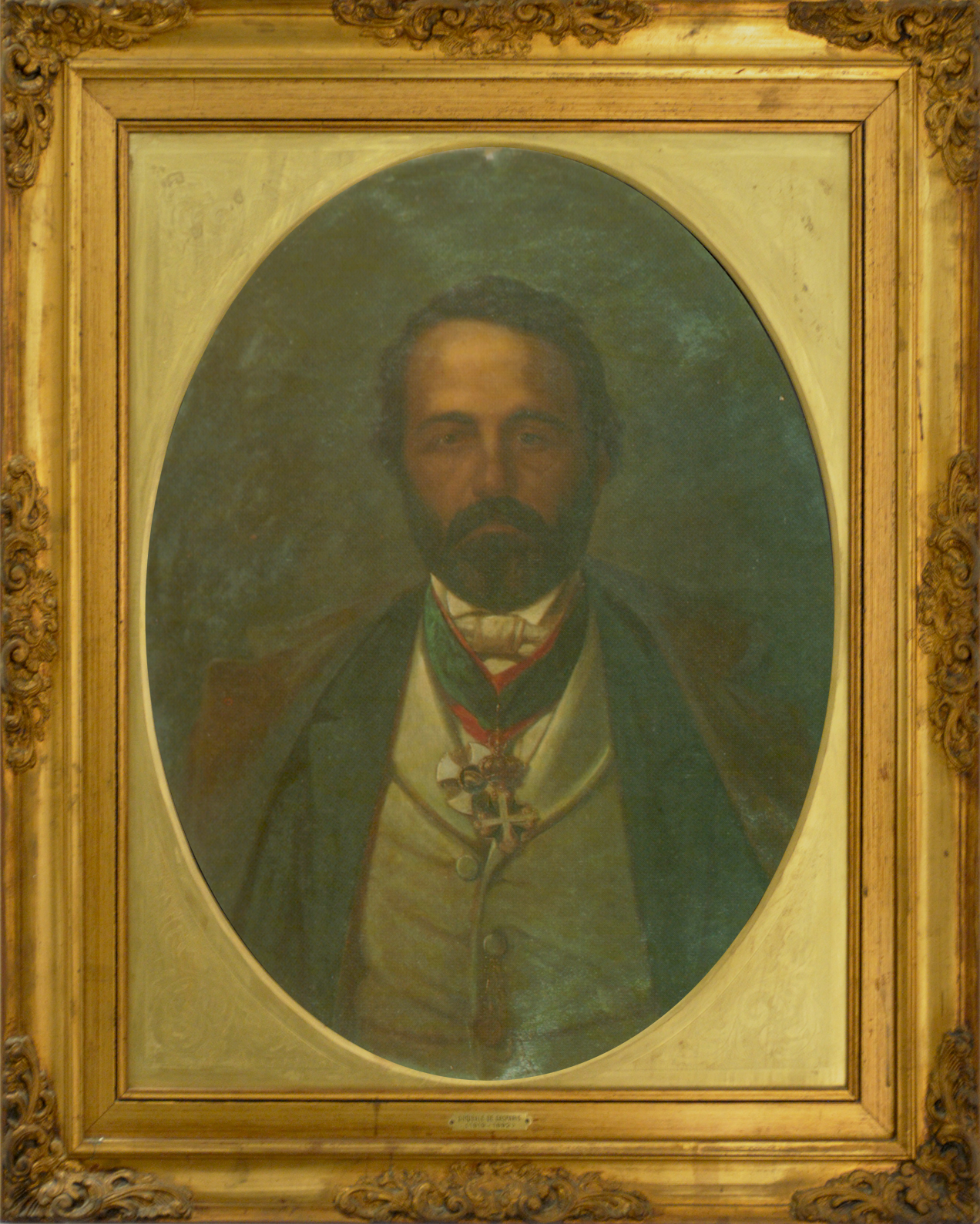
Ritratto olio su tela di Annibale de Gasparis

Nel 1851 ricevette la medaglia d'oro della Royal Astronomical Society e nel 1854 il titolo di Cavaliere dell'Ordine dell'Aquila Rossa da Federico Guglielmo IV di Prussia. Fu invitato ad aderire, inoltre, a numerose accademie europee, tra le quali l'Accademia dei Lincei.
Divenuto professore presso l'Università di Napoli nel 1851, mantenne i suoi incarichi anche dopo l'unità d'Italia. Per i suoi meriti scientifici fu nominato senatore nel 1861. Alla morte di Ernesto Capocci, nel 1864, che aveva ripreso il ruolo di direttore della specola napoletana con l'arrivo a Napoli di Giuseppe Garibaldi nel settembre 1860, de Gasparis fu nominato direttore dell'Osservatorio di Capodimonte. Egli affiancò l'impegno nella direzione, ammodernamento e potenziamento dell'osservatorio astronomico alla prosecuzione dei suoi studi di meccanica celeste e matematica. Tra i suoi principali contributi vi fu un metodo numerico per la determinazione orbitale, con una velocità di convergenza superiore a quella del metodo di Gauss.
Nel 1885 de Gasparis manifestò i sintomi di una paralisi progressiva che lo condusse alla morte nel 1892. È sepolto nel cimitero monumentale di Napoli, nella tomba di famiglia, un ipogeo coperto da una lapide su cui egli aveva fatto incidere mezzo versetto tratto dalla Vulgata Clementina del 1592, libro di Giobbe 17:12: et rursum post tenebras spero lucem.

## Tributi
Portano il suo nome l'asteroide 4279 De Gasparis, il cratere lunare de Gasparis (30 km di diametro) e le rimae de Gasparis (un sistema di fratture lungo 93 km, situato vicino al cratere omonimo). In occasione del bicentenario della nascita dell'astronomo, con una solenne cerimonia l’Osservatorio di Capodimonte ha intitolato a de Gasparis la cupola nord da cui lo scienziato ha effettuato tutte le sue scoperte.

## Asteroidi scoperti

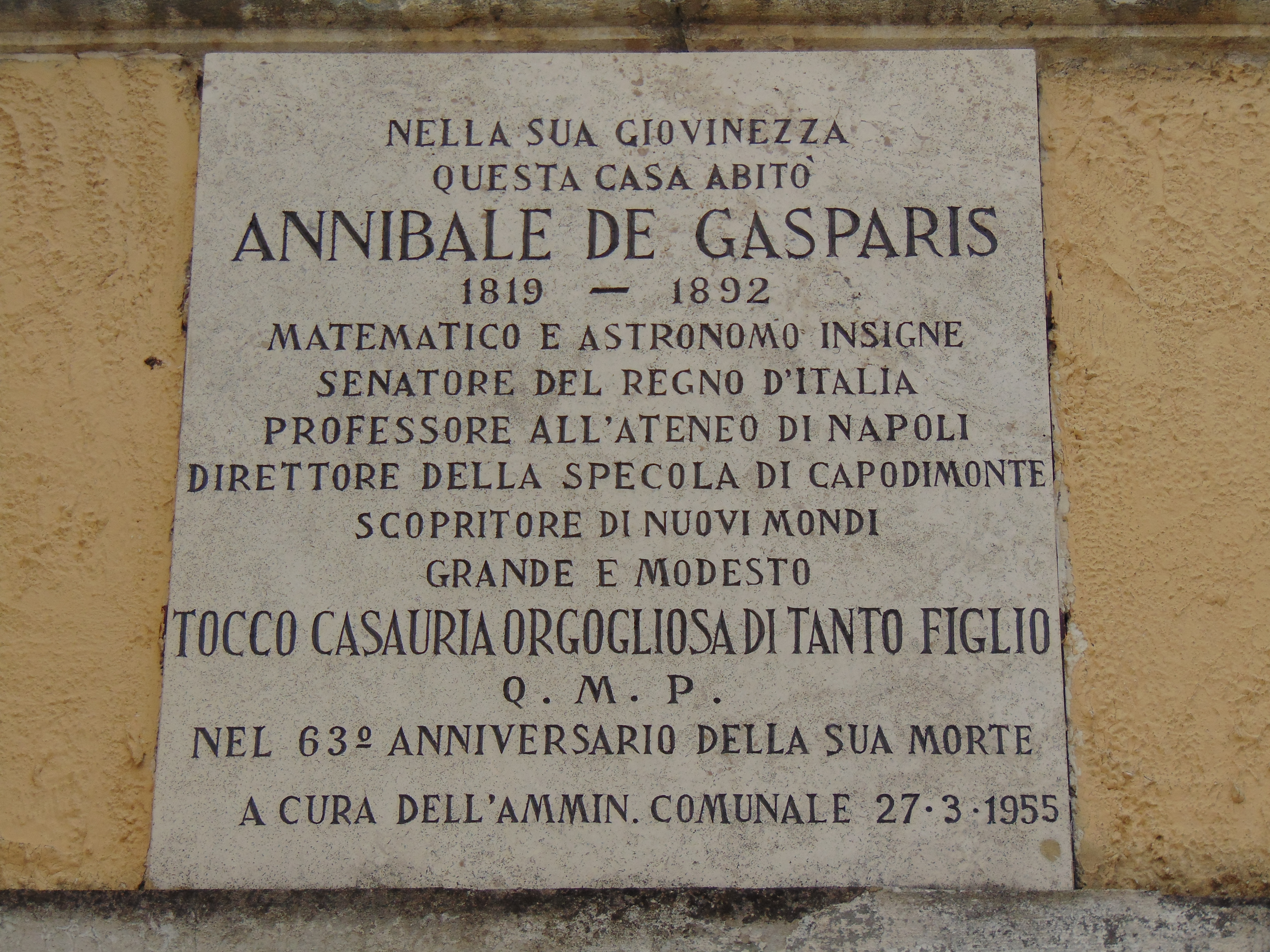
Targa sulla casa di Annibale de Gasparis a Tocco da Casauria

In tutto, Annibale de Gasparis scoprì 9 asteroidi:
- 10 Hygiea, il 12 aprile 1849
- 11 Parthenope, l'11 maggio 1850
- 13 Egeria, il 2 novembre 1850
- 15 Eunomia, il 29 luglio 1851
- 16 Psyche, il 17 marzo 1852
- 20 Massalia, il 19 settembre 1852
- 24 Themis, il 5 aprile 1853
- 63 Ausonia, il 10 febbraio 1861
- 83 Beatrix, il 26 aprile 1865